# SKG Rodgau 1888
Die SKG Rodgau 1888 (Sport.Kultur.Gemeinschaft Rodgau 1888) ist ein hessischer Sportverein in Rodgau, der größten Stadt im Landkreis Offenbach. Der Verein entstand 2016 als JSK Rodgau durch den Zusammenschluss der bis dahin selbstständigen Vereine TGM SV Jügesheim (vor 2004: TGM 1888 Jügesheim und SV 1915 Jügesheim) und TGS Jügesheim. 2023 erhielt der Verein seinen heutigen Namen SKG Rodgau 1888 durch den Zusammenschluss mit dem SV Weiskirchen.

## Abteilungen
Der Verein besteht aus 21 Abteilungen: American Football, Badminton, Dance, Fassenacht, Fitness-Sport, Fußball, Kampfsport, Kinderturnen, Kraftsport, Laufen, Leichtathletik, Musik, Pétanque, Rehasport für Kinder, Tanzsport, Theater-Kleinkunst-Kabarett, Tischtennis, Trampolin, Volleyball, Wandern und Wettkampfturnen.

### Fußball
Die Fußballmannschaft der Herren spielt seit der Saison 2019/20 in der Verbandsliga Hessen-Süd. In dieser Saison wurde die SKG Rodgau 1888 10. Platz. In der Saison 2020/21 belegte die Mannschaft mit dem 4. Platz ihre bisher beste Platzierung. In den darauffolgenden Saisons konnte die Fußballmannschaft lediglich den 5. bzw. den 13. Platz belegen.

## Erfolge Fußball
als JSK Rodgau/SKG Rodgau 1888:
- Männer:
  - 2018/19 Aufstieg in die Verbandsliga Hessen-Süd
  - 2022/23 Teilnahme am Hessenpokal (1. Runde am 31. Juli 2022 gegen den SG Bornheim/GW)

als TGM SV Jügesheim:
- Männer:
  - 2004/05 Aufstieg in die Landesliga Süd
  - 2006/07 Teilnahme am Hessenpokal (Achtelfinale am 17. Februar 2007 gegen den SV Wehen)
  - 2010/11 Teilnahme am Hessenpokal (Halbfinale 2011 gegen den SV Wehen)
  - 2010/11 Meister der Verbandsliga Süd und direkter Aufstieg in die Hessenliga
  - 2013/14 Meister der Hessenliga

- Frauen:
  - 2004/05 Meister der Frauen-Oberliga Hessen
  - 2005/06 Meister der Frauen-Oberliga Hessen
  - 2006/07 Meister der Frauen-Oberliga Hessen
  - 2005/06 Gewinn des Hessen-Pokals